# Extreme Light Infrastructure

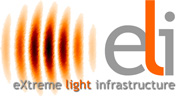
Logo des ELI

Die Extreme Light Infrastructure (ELI) ist ein in der Vorbereitungsphase befindliches europäisches Laserforschungsprojekt, mit dem Prozesse mit hoher Zeitauflösung untersucht werden sollen. Dabei sollen die intensivsten Laser weltweit zum Einsatz kommen. Am Projekt sind etwa 40 Forschungseinrichtungen und Universitäten aus 13 EU-Staaten beteiligt.
Das Projekt besteht aus vier Einrichtungen. In Dolní Břežany, ca. 15 km südlich von Prag in Tschechien werden die ELI-Beamlines aufgebaut, die ultrakurze Pulse hochenergetischer Teilchen und Strahlung für Experimente bereitstellen sollen. Die zweite Einrichtung, ELI-NP, wird derzeit[veraltet] in Magurele südwestlich von Bukarest in Rumänien für kernphysikalische Experimente mit einem Teilchenbeschleuniger und einem Hochleistungslaser eine intensive Quelle für Gammastrahlung gebaut. Am 7. März 2019 konnte damit erstmals eine Leistung von 10 Peta-Watt erreicht werden, was die planmäßige Einsatzreife nachwies. Die Erstellung einer Gammastrahlenquelle verzögert sich aber. In Szeged in Ungarn soll die Elektronendynamik in Atomen, Molekülen, Plasmen und Festkörpern mithilfe von Attosekundenpulsen untersucht werden. Der Standort für die vierte geplante Einrichtung mit einem noch zu entwickelnden 200-PW-Laser steht noch nicht fest.

## Geschichte
Die Vorbereitungsphase (ELI PP) dauerte vom November 2007 bis zum Dezember 2010 an. Am 10. Dezember 2010 wurde die Führung offiziell dem Übergabekonsortium (Delivery Consortium) übergeben. Die Finanzierung der ELI-Beamlines wurde am 20. April 2011 von der Europäischen Kommission bewilligt, am 18. September 2012 folgte ELI-NP (Nuclear Physics). Im April 2013 wurde Das ELI-DC als internationale Non-Profit-Organisation nach belgischem Recht gegründet.